# Oreophorus holthuisi
Oreophorus holthuisi is een krabbensoort uit de familie van de Leucosiidae. De wetenschappelijke naam van de soort is voor het eerst geldig gepubliceerd in 2010 door Huang.